# یادویگا کزیانژک
یادویگا کزیانژک (انگلیسی: Jadwiga Książek; ۶ آوریل ۱۹۳۹ – ۳۰ ژانویهٔ ۲۰۱۹) بازیکن والیبال اهل لهستان بود.